# Erik Pfeifer
Erik Pfeifer (ur. 22 stycznia 1987) – niemiecki bokser, dwukrotny brązowy medalista mistrzostw świata. 
Występuje na ringu w wadze superciężkiej. W 2011 roku podczas mistrzostw świata amatorów w Baku zdobył brązowy medal w kategorii powyżej 91 kg. Sukces ten powtórzył w 2013 w Ałmaty.